# Melbourne (Iowa)
Melbourne – miasto w Stanach Zjednoczonych, w stanie Iowa, w hrabstwie Marshall. Zgodnie ze spisem statystycznym z 2000 roku, miasto liczyło 794 mieszkańców.